# Alan Greenspan
Alan Greenspan (n. 6 martie 1926, New York City, New York, SUA) este un economist american, fost președinte al Federal Reserve.
Greenspan a condus banca centrală americană în perioada 1987 - 2006 și este considerat arhitectul crizei financiare din perioada 2007 - 2009, deoarece a patronat modificările legislative care au dus la reglementarea sistemului bancar în mod protecționist, dând mână liberă marilor grupuri financiare să desfășoare activități economice ce nu ar fi fost favorabile fără intervenția guvernului, și a menținut dobânzile la niveluri foarte joase pentru a încuraja creditarea la scară largă.